# Filip Forstén
Filip August Karl Forstén, född 6 juli 1852 i Nurmijärvi, död 18 september 1932 i Viborg, var en finländsk operasångare (baryton) och sångpedagog.
Forstén var son till kyrkoherden Mortimer Forstén och Henriette Lovisa Forstén. Han blev student 1871. Både Forstén och hans syster Anna var inriktade på att bli operasångare. Anna Forstén gav flera konserter och inrättade 1888 en musikskola i Viborg.
Forstén debuterade som sångare i Helsingfors i början av 1870-talet och fick sin första operaroll i Kaarlo Bergboms resande operasällskap 1874. Han bedrev studier hos Jean Jacques Masset vid konservatoriet i Paris 1874–1877, hos Francesco Lamperti i Milano 1877–1878 och i hos Pauline Lucca i Wien 1887. Forstén deltog i en italiensk operaturné i Sydamerika 1878–1879 och engagerades 1880 vid operan på Malta. Åren 1883–1887 var han verksam vid Kungliga Operan i Stockholm och 1888 ingick han i August Arppes operatrupp i Helsingfors.
1888 gav han en mycket framgångsrik konsert i Wien, varefter han slog sig ner där och började arbeta som sångpedagog på heltid. 1894–1929 var han sånglärare vid Wiens konservatorium. En av hans elever där var barytonsångaren Walfrid Lehto.